# Austin Reaves
Austin Tyler Reaves (Newark, 29 de maio de 1998) é um jogador de basquete profissional germano-americano do Los Angeles Lakers da National Basketball Association (NBA) que joga na posição de Shooting Guard. Ele jogou basquete universitário nos Wichita State Shockers e nos Oklahoma Sooners .

## Carreira no ensino médio
Reaves estudou na Cedar Ridge High School em Newark, Arkansas . Ele ganhou títulos estaduais consecutivos da Classe 2A em seus primeiros dois anos. Reaves marcou 73 pontos em uma vitória tripla na prorrogação sobre o Forrest City High School . Como senior, ele teve média de 32,5 pontos, 8,8 rebotes e 5,1 assistências por jogo, levando seu o time ao título estadual Classe 3A. Reaves foi nomeado MVP do torneio estadual com uma média de 43,3 pontos em quatro jogos. Ele foi duas vezes selecionado para a equipa All-State da Classe 3A. Em 20 de janeiro de 2016, ele se comprometeu a jogar basquete universitário pelo Estado de Wichita com ofertas do Estado de Dakota do Sul e do Estado de Arkansas .

## Carreira universitária

### Estado de Wichita
No início da sua primeira temporada pelo Estado de Wichita, Reaves foi submetido a uma cirurgia para reparar um labrum rompido no seu ombro esquerdo. Ele vinha jogando durante a lesão desde o primeiro ano do ensino médio. Como calouro, ele teve uma média de 4,1 pontos por jogo como reserva. Após a primeira temporada, Reaves foi submetido a uma cirurgia ao seu ombro direito, que havia deslocado três vezes durante sua carreira na faculdade, fazendo com que ele perdesse jogos. Em 28 de janeiro de 2018, ele marcou 23 pontos, o recorde da temporada, e quatro assistências na vitória por 90-71 sobre o Tulsa . Reaves fez sete cestos de três pontos no primeiro tempo, a maior na história da universidade. No segundo ano, ele teve uma média de 8,1 pontos e 3,1 rebotes por jogo, acertando 42,5 por cento na faixa de três pontos.

### Oklahoma
Após sua segunda temporada, Reaves foi transferido para Oklahoma e ficou de fora na temporada seguinte devido às regras de transferência da NCAA . Durante seu ano de camisa vermelha, ele treinou com pesos e ganhou 20 libras (9,1 kg). Em 7 de março de 2020, Reaves registrou o recorde de sua carreira com 41 pontos, seis assistências e cinco rebotes na vitória por 78–76 sobre o TCU . Ele liderou uma recuperação de 19 pontos no segundo tempo e fez o chute da vitória a 0,5 segundos do final da partida. Como júnior redshirt, Reaves teve média de 14,7 pontos, 5,3 rebotes e três assistências por jogo e foi nomeado para o Big 12 All-Newcomer Team. Em 6 de dezembro, ele marcou 32 pontos, o recorde da temporada senior, nove assistências e seis rebotes na vitória por 82-78 contra o TCU. Na segunda rodada do torneio da NCAA, Reaves marcou 27 pontos em uma derrota por 87-71 para os favoritos Gonzaga . Como senior, ele teve uma média de 18,4 pontos, 5,5 rebotes e 4,6 assistências por jogo, ganhando o prêmio First Team All-Big 12. Em 31 de março, Reaves se declarou para o draft de 2021 da NBA, abrindo mão de sua elegibilidade restante para a faculdade.

## Carreira profissional

### Los Angeles Lakers (2021–presente)
Depois de não ter sido escolhido no draft de 2021 da NBA, Reaves assinou um contrato de duas mãos com o Los Angeles Lakers em 3 de agosto de 2021. Em 27 de setembro, acabou por assinar um contrato padrão da NBA. Em 22 de outubro, Reaves fez sua estreia na NBA, marcando oito pontos vindo do banco numa derrota por 115–105 para os Phoenix Suns . Em 15 de dezembro, ele marcou 15 pontos, em 5 de 6 arremessos de três, pegou 7 rebotes e acertou uma cesta de 3 pontos para a vitória do jogo por 107–104 sobre o Dallas Mavericks .
Em 19 de março de 2023, Reaves marcou 35 pontos, o recorde de sua carreira, com seis rebotes e seis assistências vindo do banco na vitória por 111–105 contra os Orlando Magic, no qual marcou os 10 pontos finais para os Lakers. Em março de 2023, Reaves assinou um contrato de assinatura de calçados com a marca chinesa de roupas esportivas Rigorer, cujos sapatos ele usou durante a temporada 2022–2023. O primeiro sapato chamado "AR1" está programado para ser lançado em maio de 2023.
Durante o final da temporada do Lakers em 10 de abril de 2022, numa vitória por 146-141 na prorrogação sobre os Denver Nuggets, Reaves marcou o primeiro triplo-duplo da sua carreira e alcançou recordes em pontos, rebotes e assistências, com 31 pontos, 16 rebotes e 10 assistências em 42 minutos. Em 16 de abril de 2023, no jogo 1 da primeira rodada do playoff contra o Memphis Grizzlies, o primeiro jogo do playoff da NBA de sua carreira, ele marcou 23 pontos numa vitória por 128-112. Ele igualou esse desempenho no jogo 4 da mesma série, liderando os Lakers na pontuação na vitória por 117-111 na prorrogação.

## Prêmios e Homenagens
NBA
- Campeão da Copa NBA: 2023

## Vida pessoal
Reaves cresceu como fã dos Los Angeles Lakers .
Reaves é filho de Nicole Wilkett e Brian Reaves. Seus pais jogaram basquete universitário no Estado de Arkansas . Sua mãe teve uma média de 21,3 pontos por jogo e ganhou todas as honras da conferência como sênior, enquanto seu pai empatou em terceiro lugar na história do programa com 384 assistências na carreira. O irmão de Reaves, Spencer, jogou basquete universitário em North Greenville e Central Missouri antes de embarcar numa carreira profissional. Reaves dá crédito ao seu irmão por despertar seu interesse pelo basquete.
A avó de Reaves é alemã, o que lhe permitiu obter um passaporte alemão em 2022. Ele expressou seu interesse em jogar pela seleção alemã .